# Hodonín zastávka
Hodonín zastávka – przystanek kolejowy w miejscowości Hodonín, w kraju południowomorawskim, w Czechach. Znajduje się na wysokości 165 m n.p.m. jest w południowej części miasta, w pobliżu strefy przemysłowej i Elektrowni cieplnej Hodonín.
Na przystanku nie ma możliwości zakupu biletu, a obsługa podróżnych odbywa się w pociągu. Składa się z jednego peronu krawędziowego i wiaty peronowej.

## Linie kolejowe
- 332 Hodonín - Holíč nad Moravou